# Grand Prix World's Best High Altitude
De Grand Prix World's Best High Altitude is een voormalige eendagswielerwedstrijd in Turkije voor zowel mannen als vrouwen die in 2020, net als de Grand Prix Develi en de Grand Prix Mount Erciyes 2200 mt voor het eerst werd georganiseerd. Startplaats was Kayseri en de finishplaats was Hacılar in de provincie Kayseri.

## Mannen
Bij de mannen maakte de koers deel uit van de UCI Europe Tour, met de categorie 1.2.

### Podia
| Jaar | Datum | Afstand  | Winnaar         | Tweede        | Derde            |
| ---- | ----- | -------- | --------------- | ------------- | ---------------- |
| 2020 | 05-09 | 158,5 km | Anatoliy Budyak | Savva Novikov | Andrij Vasyljoek |

### Overwinningen per land
| Overwinningen | Land     |
| ------------- | -------- |
| 1             | Oekraïne |

## Vrouwen

### Podia
| Jaar | Datum | Afstand | Winnaar             | Tweede             | Derde           |
| ---- | ----- | ------- | ------------------- | ------------------ | --------------- |
| 2020 | 05-09 | 87,6 km | Mariia Novolodskaia | Anastasia Chursina | Carolina Upegui |

### Overwinningen per land
| Overwinningen | Land    |
| ------------- | ------- |
| 1             | Rusland |